# 富江陣屋
富江陣屋（とみえじんや）は、長崎県五島市富江町富江（旧・肥前国松浦郡富江）にあった陣屋（富江藩の政庁）。

## 概要

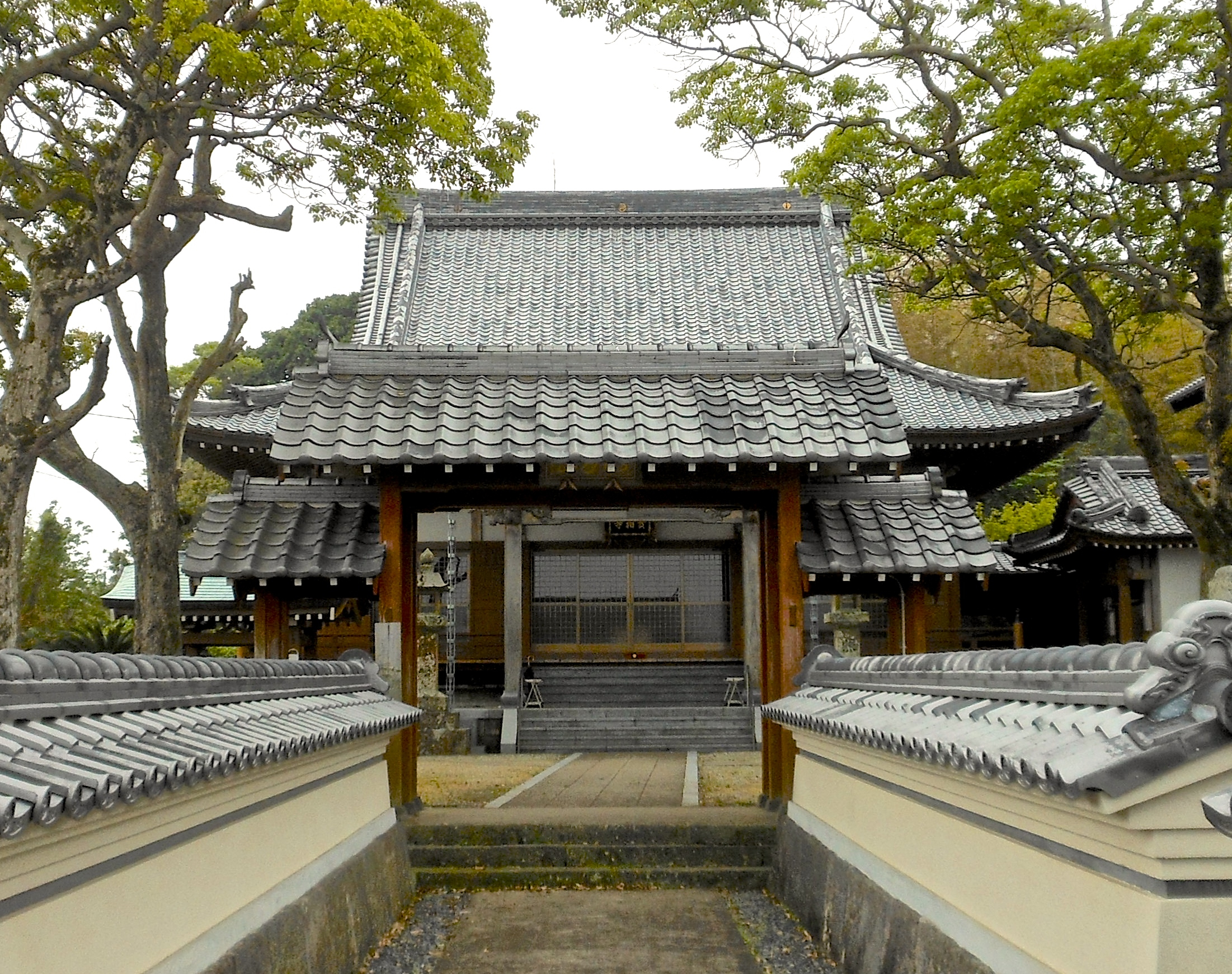
富江陣屋大手門

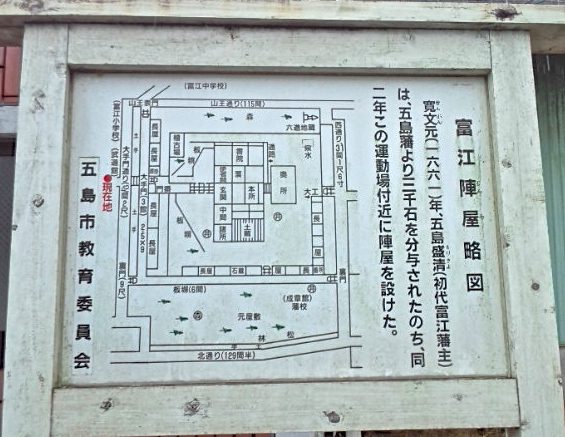
富江陣屋略図

五島列島福江島の富江半島一帯は、かつて戸の島（殿浦）と呼ばれていたが、寛永15年（1638年）に富江と改称された。
明暦元年（1655年）、五島盛清が、宗家である福江藩の五島家より3,000石を分知し（富江領）、富江を城下として、青方、魚目、北魚目、宇久島神浦、飯良、久賀島田ノ浦、樺島（現・椛島）などを領有した。寛文2年（1662年）富江（現・五島市富江町）に陣屋が築かれ、江戸永田町（現在、衆議院第二議員会館敷地）に上屋敷が置かれた。富江五島家は、表高家・交代寄合（大名格）として8代続き、明治に至った。陣屋跡地には、石塁や堀跡、米などを蓄えた石蔵などの遺構が残っている。また、陣屋大手門は、浄土宗明月山実相寺の山門として移築され現存する。なお、富江五島家累代の墓所は、東京都文京区本駒込の曹洞宗諏訪山吉祥寺と五島市富江町の曹洞宗洞明山瑞雲寺にある。